# Stone of Scone

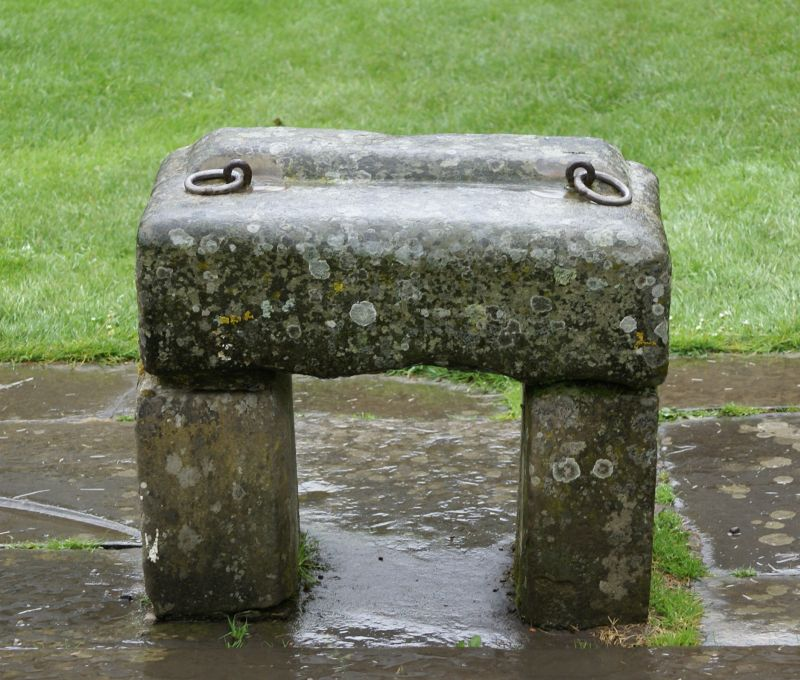
Replica van de Stone of Scone op het terrein van Scone Palace

De Stone of Scone, ook wel de Stone of Destiny (Steen van het Lot) genoemd, is de steen waarop van de 9e tot en met 13e eeuw alle Schotse koningen werden gekroond. De laatste koning die erop gekroond werd, was John Balliol in 1292. Vier jaar later werd de steen weggevoerd door koning Eduard I van Engeland. Tot de restitutie in 1996 bevond hij zich onder de Engelse troon. De steen bevond zich sinds 1996 samen met de Schotse regalia in Edinburgh Castle. Sinds 2024 is de steen een van de topstukken in het Perth Museum.

## Geschiedenis
De Stone of Scone werd in ieder geval vanaf de 9e eeuw, de periode van Kenneth I van Schotland, gebruikt bij de kroning van de Schotse koningen. De steen lag in het jaar 906 met zekerheid in Scone bij Perth op het moment dat daar Constantijn II van Schotland een vergadering hield. Scone was al rond het jaar 500 de hoofdstad van een Pictisch koninkrijk. In de periode van 1114 tot 1559 was er een klooster in Scone, Scone Abbey, waar de steen bewaard werd. Tussen 1284 en 1402 zetelde het Schotse parlement in Scone. De kroningsceremonie in Scone vond plaats met de nieuwe koning gezeten op de Stone of Scone op de top van Moot Hill. Deze heuvel was volgens de legende ontstaan door de aarde die de buitenlandse ambassadeurs onder hun schoenen hadden meegenomen.
Na de dood van Alexander III van Schotland en zijn kleindochter Margaretha, jonkvrouw van Noorwegen, ontstond er in 1290 een strijd om de Schotse troon. Uiteindelijk werd John Balliol, met steun van Eduard I van Engeland, op 30 november 1292 te Scone als koning gekroond en was daarmee de laatste koning van Schotland die op de Stone of Scone gekroond werd. John Balliol kwam al na enkele jaren, vooral door druk van zijn onderdanen, in opstand tegen Eduard I. Eduard I viel hierop Schotland binnen, dwong John Balliol afstand te doen van de troon en nam in 1296 de Schotse regalia en de Stone of Scone mee naar Londen. Hij liet een speciale troon ontwerpen en plaatste de steen in de troon onder de zitting. Deze troon werd opgesteld in Westminster Abbey en wordt sindsdien gebruikt om Engelse koningen te kronen. De Schotse koningen werden zonder de steen nog steeds te Scone gekroond tot aan Karel II van Engeland in 1651.

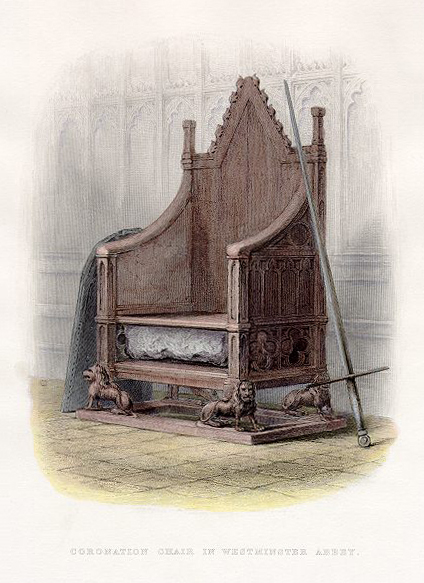
Prent uit de negentiende eeuw van de troon van Eduard I met daarin de Stone of Scone

In 1950 werd de steen op Kerstdag gestolen door vier Schotse studenten, vermoedelijk uit nationalistische overwegingen. Zij smokkelden de steen terug naar Schotland. De steen werd enkele maanden later neergelegd op de plaats van het altaar van Arbroath Abbey. Deze abdij is de plaats waar in 1320 de Declaration of Arbroath werd geschreven. Die verklaring uit 1320 geldt als de Schotse onafhankelijkheidsverklaring.
Op 30 november 1996 werd de steen overgebracht van Westminster Abbey naar Edinburgh Castle. Deze dag was bewust gekozen; de feestdag van Sint Andreas is namelijk op 30 november en hij is de beschermheilige van Schotland. De steen wordt sindsdien in Edinburgh Castle bewaard samen met de Schotse regalia. De steen zal bij kroningen van volgende Britse koningen wel voor de ceremonie steeds weer tijdelijk naar Westminster Abbey gebracht worden. Dit ceremonieel wordt een eerste maal voltrokken bij de kroning van Charles III in 2023.
Op het terrein van Scone Palace, voor de kapel op Moot Hill, is in de moderne tijd een replica van de Stone of Scone geplaatst.

## Folklore
Er bestaan veel verschillende verhalen over de Stone of Scone. Zo is er een overlevering dat de steen dezelfde steen is die Jacob gebruikte als kussen bij zijn vlucht voor Esau. Deze steen zou dan in de 9e eeuw naar Schotland gebracht zijn vanuit het Heilige Land. Een andere overlevering vertelt dat Sint Columba de steen naar de Picten bracht vanuit Ierland. De steen zou eerst op Iona bewaard zijn, om daar koningen te kronen, en pas later vervoerd zijn naar Scone.

## Authenticiteit
Er zijn bij een aantal historici twijfels over de authenticiteit van de Stone of Scone, zoals die nu in Edinburgh ligt. Er zijn twee belangrijke momenten geweest waarop de steen verwisseld zou kunnen zijn met een replica. Ten eerste in 1296. Het is niet ondenkbaar dat de monniken van Scone Abbey de originele steen vervangen hebben door een replica, voordat Eduard I hem meenam. Beschrijvingen van de Stone of Scone uit de 13e eeuw en eerder lijken namelijk af te wijken van de huidige steen; de steensoort zou donkerder zijn geweest en er zou een soort zitting in uitgehouwen zijn. Ten tweede zou de steen ook in 1950 vervangen kunnen zijn. Er zijn namelijk de nodige mensen die twijfelen of de steen die in Arbroath Abbey werd teruggevonden wel de steen was die enkele maanden eerder uit Westminster Abbey gestolen werd.